# Gaman
Gaman (我慢 (Ngã mạn)) là một thuật ngữ tiếng Nhật, có nghĩa là "chịu đựng những điều dường như không thể chịu đựng được, một cách nhẫn nại mà không đánh mất phẩm giá". Thuật ngữ này đôi khi được dịch là "kiên trì", "nhẫn nại". Một thuật ngữ liên quan, gamanzuyoi (我慢強い (Ngã mạn cường) gaman-tsuyoi), ghép từ gaman với tsuyoi (mạnh mẽ), có nghĩa là "chịu đựng đến mức không thể chịu nổi" hoặc "có khả năng chịu đựng cao".
Gaman được xem là một đức tính, đặc điểm mang tính đặc trưng trong văn hóa Nhật Bản,  thể hiện qua việc mọi người luôn cố gắng hết sức trong những lúc khó khăn, giữ vững tinh thần tự chủ và kỷ luật tự giác.
Gaman là một giáo lý quan trọng trong Thiền tông.

## Phân tích
Gaman được cho là thể hiện rõ nhất qua những người Mỹ gốc Nhật bị giam giữ trong các trại tập trung của Mỹ trong Thế chiến thứ hai, cũng như những người bị ảnh hưởng bởi trận động đất và sóng thần Tōhoku năm 2011 ở miền bắc Nhật Bản. Trong các trại tập trung, gaman bị những người không phải người Nhật hiểu nhầm là hành vi hướng nội hoặc thiếu quyết đoán, thay vì là biểu hiện của sức mạnh ý chí khi đối mặt với khó khăn hoặc đau khổ. Trong xã hội Nhật Bản, gaman và thuật ngữ liên quan yase-gaman có liên quan chặt chẽ đến việc tuân thủ kỷ luật và chủ nghĩa anh hùng thầm lặng, tự hào vì được hy sinh cho người khác
Tâm lý gaman được cho là bắt nguồn từ niềm tin mạnh mẽ vào thuyết định mệnh của người Nhật, được củng cố bởi quan niệm vô thường của Phật giáo, thuyết hư vô, truyền thống tự hủy hoại, đặc tính tập thể của xã hội Nhật, cùng thái độ cam chịu và phục tùng bắt buộc dưới thời kỳ phong kiến Edo. Những quan điểm này đã được mô tả trong Heike Monogatari, các tác phẩm của Yoshida Kenkou, Kamo no Chomei. Sự phát triển của thuyết định mệnh tại Nhật Bản thường được giải thích là kết quả của thái độ "độc thiện" (独善 - self-righteous), hiếm khi đổ lỗi cho người khác một cách rõ ràng, chủ yếu giữ mọi thứ trong suy nghĩ của mình.
Sau thảm họa động đất và sóng thần Tōhoku năm 2011, sự kiên cường, văn minh, không cướp bóc và sẵn sàng giúp đỡ lẫn nhau của người Nhật được cho là nhờ vào tinh thần gaman. Việc có hàng chục người vẫn ở lại Nhà máy điện hạt nhân Fukushima Daiichi bị hư hại - bất chấp mối nguy nhiễm phóng xạ - cũng là minh chứng rõ ràng cho những gì được coi là gaman.
Gaman cũng được sử dụng trong nghiên cứu phân tâm học để mô tả thái độ của người Nhật. Các thế hệ lớn tuổi ở Nhật Bản thường dạy cho thế hệ trẻ về tầm quan trọng của gaman. Thể hiện gaman được xem là dấu hiệu của sự trưởng thành và sức mạnh. Giữ im lặng về những vấn đề riêng tư, tránh phàn nàn được xem là biểu hiện của sự mạnh mẽ và lịch sự - xuất phát từ giả định rằng người khác có thể cũng đang gặp phải những vấn đề lớn hơn. Nếu một người có gaman nhận được sự giúp đỡ từ người khác, họ sẽ vui lòng đón nhận, không yêu cầu thêm bất kỳ điều gì, và sẽ không bày tỏ mối lo gì cả.

## Liên quan
- Ganbaru
- Sisu
- Shikata ga nai